# Yamaha XTZ 660
La Yamaha XTZ 660 és un model de motocicleta tipus trail. Va aparèixer com a successora de la XTZ 600 el 1991, tot i ser un model totalment nou. Presentava un motor mono cilíndric de 660 centímetres cúbics refrigerat per aigua (aire en la versió anterior) i de cinc vàlvules (quatre a la versió anterior). El dipòsit de benzina va passar de 23 a 20 litres de capacitat. Tots aquests canvis van provocar que el pes augmentés considerablement, que junt amb una fiabilitat inferior i el dipòsit més petit, van fer que no fos tant ben valorada com a motocicleta de muntanya.
Es va fabricar de 1991 fins al 1997.